# Regont Murati
Regont Murati (* 14. Mai 1996 in Pejë, Bundesrepublik Jugoslawien) ist ein kosovarisch-neuseeländischer Fußballspieler.

## Karriere
Nachdem er in seiner Jugend erst für den Wanderers SC und später für den Auckland City FC gespielt hatte, machte er seinen ersten Einsatz im Erwachsenenbereich wieder bei den Wanderers, wo er am ersten Spieltag der Saison 2014/15 bei einer 2:3-Niederlage gegen Waitakere United in der Startaufstellung stand. Dabei erzielte er das zwischenzeitliche 0:1 in der 6. Minute. Danach bekleidete er einen Stammplatz und kam auf einiges an Einsatzzeit im folgenden Saisonverlauf.
In Folge seiner guten Leistungen kam er zur Folgesaison wieder in der Jugend von Auckland unter und gehörte da auch teils schon zum Kader der ersten Mannschaft. Zu weiteren Einsätzen in dem Bereich kam er aber erst einmal nicht. So verließ er im Oktober 2016 die Jugendabteilung und schloss sich den Hamilton Wanderers an. Für diese machte er bis zum Jahresende ein paar Einsätze und zog dann zu Central United weiter, bei denen er erst einmal unterklassig spielte. Im nächsten Oktober schloss er sich den Eastern Suburbs an, kam hier aber nur auf drei Einsätze, wobei diese jeweils kurz nach seinem Wechsel stattfanden. Nach gut einem halben Jahr ohne Spiel kehrt er im Sommer 2018 zu Central United zurück.
Seine nächste Station in der ersten Liga war Waitakere United, wo er nach ersten Kurzeinsätzen, gerade Ende 2020, mit einigen Vorlagen der Mannschaft half, ihre Spiele zu entscheiden. So gehörte er hier in der Spielzeit 2020/21 mit zur Stammelf. Nach der Auflösung des Klubs wechselte er zu Auckland United, mit denen er nun in der neuen National League spielte und in der Saison 2022 die Championship-Runde als Dritter abschloss.
Seit Januar 2023 ist er wieder zurück bei seinem ehemaligen Jugendklub Auckland City, mit dem er mehrfach an der Klub-WM teilnahm und bislang ein Mal die neuseeländische Meisterschaft und zwei Mal die OFC Champions League gewann.